# Itä-Uusimaa
Itä-Uusimaa (fiń. Itä-Uudenmaan maakunta, szw. Östra Nyland) – historyczny region Finlandii, istniejący w latach 1997-2010, położony w prowincji Finlandia Południowa. Stolicą regionu było Porvoo. 1 stycznia 2011 r. region został zniesiony a jego obszar włączono do regionu Uusimaa.

## Gminy

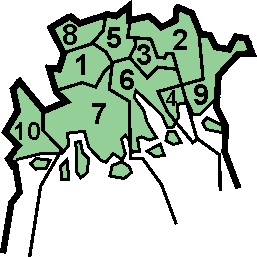
...

W skład Itä-Uusimaa wchodziło 10 gmin:
1. Askola
2. Lapinjärvi (Lappträsk)
3. Liljendal
4. Loviisa (Lovisa)
5. Myrskylä (Mörskom)
6. Pernaja (Pernå)
7. Porvoo (Borgå)
8. Pukkila
9. Ruotsinpyhtää (Strömfors)
10. Sipoo (Sibbo)